# الفك المفترس ثري دي
الفك المفترس ثري دي أو جاوس ثري دي أو القرش الأبيض الكبير ثلاثي الأبعاد (بالإنجليزية: Jaws 3-D)‏ (تُكتب على الشاشة باسم Jaws III وتمَّ إصدارهُ على وسائل الإعلام المنزليَّة باسم Jaws 3) هو فيلم رعب أمريكيّ عام 1983  فيلم إثارة من إخراج جو ألفيس وبطولة دينيس كويد، بيس آرمسترونج، ليا تومبسن ولويس جوسيت جونيور. إنَّه تكملة لـلفك المفترس 2 والجزء الثالث من سلسلة الفك المفترس. يتتبَّع الفيلم أطفال برودي من الأفلام السابقة في حديقة مائية في فلوريدا والتي تضم بحيرات وأنفاق تحت الماء. بينما تستعد الحديقة للافتتاح، تتسلل سمكة قرش بيضاء صغيرة إلى الحديقة من البحر، وتهاجم وتقتل على ما يبدو موظفي الحديقة. ومع ذلك، بمجرد القبض على القرش، يصبح من الواضح أن سمكة قرش ثانية أكبر بكثير دخلت أيضًا الحديقة والتي كانت الجاني الحقيقي.
استخدم الفيلم تقنيَّة ثلاثي الأبعاد خلال الاهتمام المتجدد بالتكنولوجيا في الثمانينيَّات من القرن العشرين، من بين أفلام الرعب الأخرى مثل يوم الجمعة الثالث عشر الجزء الثالث وأميتيفيل ثري دي [الإنجليزية]Amityville 3-D. يمكن لجماهير السينما ارتداء نظارات ثلاثيَّة الأبعاد مستقطبة من الورق المقوى مع إمكانية التخلص منها لخلق الوهم بأن العناصر تبرز من الشاشة. صُممت العديد من اللقطات والتسلسلات للاستفادة من التأثير، مثل تدمير القرش. نظرًا لأن تقنية 3D كانت غير فعالة في المشاهدة المنزلية حتى ظهور أجهزة التلفزيون ثلاثية الأبعاد في أواخر العقد الأول من القرن الحادي والعشرين، فقد استخدم العنوان البديل Jaws III للبث التلفزيوني والوسائط المنزلية. على الرغم من النجاح التجاريّ، تلقى الفك المفترس ثري دي تعليقات سلبية في المقام الأول. فيلم رابع الفك المفترس: الانتقام تبعه عام 1987.

## الحبكة
أثناء متابعة فريق مُطْمئن من المتزلجين على الماء، تدخل سمكة قرش بيضاء كبيرة حديقة مائيَّة من خلال بواباتها المُغلقة. في غضون ذلك، تُعلن فلوريدا عن افتتاح أنفاق جديدة تحت الماء في المنتزه. لاحظت كاثرين «كاي» مورغان، كبيرة علماء الأحياء البحريَّة في المتنزه، ومساعدوها أنَّ الدلافين المُقيمة تخشى ترك حظائرها. شيلبي أوفرمان، ميكانيكي، يغوص في الماء لإصلاح وتأمين البوابات. هاجمته سمكة القرش وقُتل ولم تترك سوى ذراعه اليمنى المقطوعة. في وقت لاحق من تلك الليلة، تسلل رجلان إلى المتنزه وذهبا تحت الماء لسرقة الشعاب المرجانيَّة التي يعتزمان بيعها، لكن كلاهما قُتل على يد سمكة القرش أثناء ذلك. في اليوم التالي، تمَّ إبلاغ كاي ومايكل برودي باختفاء أوفرمان. ينزلون في غواصة للبحث عن جسده، وأثناء البحث، يواجهون سمكة قرش أصغر حجمًا يبلغ 10 أقدام (3.0 م). تنقذ الدلافين كاي ومايك، أولاً بتحذيرهما من سمكة القرش ولكن يساء فهمهما، ثم من خلال إعادتهما إلى حظيرة الدلافين بسرعة لا يمكن لسمكة القرش الوصول اليها، لكن القرش يهرب مرة أخرى إلى الحديقة. أبلغوا كالفين بوشار، مدير المنتزه، ويثير ذلك صديقه الصياد، فيليب فيتزرويس، الذي أعلن نيته قتل القرش على تلفزيون الشبكة. احتجت كاي واقترحت أسر القرش وإبقائه على قيد الحياة، لضمان مزيد من الدعاية للحديقة. تمَّ القبض على القرش بنجاح بواسطة كاي وفيتزرويس ومساعده جاك تيت. تقوم كاي وموظفوها بتمريض سمكة القرش. خلال هذا الوقت، لا تحاول حتى مهاجمتها. طلب كالفن، الذي كان يائسًا من بدء تدفق الأموال على الفور، نقله إلى معرض، على الرغم من حقيقة أنَّه كان عليهم انتظار موافقة كاي للقيام بذلك. عندما سمعت عن ذلك، ركضت إلى الخزان وحاولت إنقاذ سمكة القرش الصغيرة، لكن القرش يموت بين ذراعيها على أي حال. ببرود، سمحت لفيتزرويس بتصويرها. في وقت لاحق، تمَّ اكتشاف جثة أوفرمان. عند مراجعة الجسد، أدركت كاي أنَّ القرش الذي قتله هو أول سمكة قرش يبلغ طولها 35 قدمًا (11 مترًا) وأنه يجب أن يكون أيضًا داخل الحديقة. يتفهم فيتزرويس وحده فكرة ما تقوله لكنه ينبذها على أنها سخيفة، لكنها تصر على القول بأن سمكة القرش لديها كانت مجرد طفل. يمكنها إقناع كالفن بهذا التطور في الأحدث فقط عندما تُظهر سمكة القرش نفسها على نافذة المقهى تحت الماء. بعد طردها من ملجأها داخل النفق تحت الماء، بدأت سمكة القرش في إحداث فوضى في الحديقة، وإصابة متزلج على الماء، وتسببت في حدوث تسرب كاد يغرق الجميع في النفق تحت الماء. ينزل فيتزرويس وجاك إلى النفق تحت الماء في محاولة لإغراء سمكة القرش بالعودة إلى الفخ. عندما أغلق جاك بوابة النفق، قاد فيتزرويس سمكة القرش بنجاح إلى النفق، لكن حبل ربطه ينفجر فجأة بسبب التيار القوي. غير قادر على الوصول إلى فتحة الخروج، يحاول قتل القرش بعصا بانج [الإنجليزية] لكنه يفشل، ويُؤكل بالكامل. عندما سمع مايكل وكاي أنَّ سمكة القرش قد تمَّ استدراجها إلى النفق تحت الماء، نزلوا لإصلاح النفق تحت الماء، حتى يتمكن الفنيون من استعادة ضغط الهواء وتصريف المياه. يأمر كالفن بإغلاق المضخة لخنق القرش، الأمر الذي يشكك فيه الفنيان، مفضلين تفجيره. لكن كالفن يؤكد نفسه، لذلك يطيعونه. هذا الفعل بدلاً من ذلك يسمح لها بالتحرر من النفق ومهاجمة مايكل وكاي. لكن تمَّ إنقاذهم مرة أخرى من قبل الدلافين سيندي وساندي، اللذان يصرفان سمكة القرش بهجوم مضاد قصير. يشق مايك وكاي طريقهما عائدين إلى غرفة التحكم، لكن سمكة القرش تَظهر أمام النافذة وتحطم الزجاج، مما أدى إلى إغراق الغرفة وقتل فني. لاحظ مايكل أن جثة فيتزرويس لا تزال في حلق سمكة القرش وبها قنبلة يدوية ويستخدم عمودًا منحنيًا لسحب دبوسه، مما أدى إلى انفجار القنبلة وقتل القرش. في أعقاب ذلك، احتفل مايك وكاي مع الدلافين التي نجت من معركتها مع القرش.

## طاقم التمثيل
- دينيس كويد في دور مايك برودي
- بيس آرمسترونغ في دور كاثرين مورغان
- سيمون ماكوركينديل بدور فيليب فيتزرويس
- لويس جوسيت جونيور في دور كالفن بوشار
- جون بوتش في دور شون برودي
- ليا تومبسن بدور كيلي آن بوكوفسكي
- بي إتش موريارتي في دور جاك تيت
- دان بلاسكو في دور داني
- ليز موريس في دور ليز
- هاري جرانت في دور شيلبي أوفرمان
- ليزا مورير في دور إيثال
- كاي ستيفنز في دور السيدة كيلندر

## الإنتاج

### التطوير والكتابة
ديفيد براون وريتشارد زانوك، منتجا الفيلمين الأولين، قدموا في الأصل الجزء الثاني من الفك المفترس باعتباره محاكاة ساخرة اسمها Jaws 3، People 0. تمَّ إحضار ماتي سيمونز، بعد نجاحه في National Lampoon's Animal House، كمنتج، حيث تولى براون وزانوك أدوار المنتج التنفيذي. أوجز سيمونز قصة وقام بتكليف كُتَّاب ناشونال لامبون جون هيوز وتود كارول لكتابة سيناريو. عمل جو دانتي لفترة وجيزة كمخرج. تمَّ إغلاق المشروع بسبب التعارض مع يونيفرسال ستوديوز. قال ديفيد براون في وقت لاحق أن موقف الاستوديو كان أن المحاكاة الساخرة ستكون خطأ وأنه سيكون مثل «تلوث عشك. كان يجب علينا إفساد العش. كان من الممكن أن يكون ذهبيًا، وربما بلاتينيًا.»  بعد ذلك، ترك براون وزانوك الاستوديو. 
اشترى آلان لاندسبيرغ حقوق إنتاج الفيلم. حاول إشراك المخرج التجريبي موراي ليرنر في فيلم الفك المفترس 3، وأخبره أن الناس في حديقة مارينلاند الترفيهيَّة في فلوريدا قد شاهدوا فيلمه ثلاثي الأبعاد Sea Dream عام 1978. قال ليرنر إن «قلبه غرق» عندما أرسل له السيناريو الأول من الفك المفترس ثري دي، قائلاً، «لا يمكنني فعلاً التورط في هذا». بما أن الإنتاج كان لديه بالفعل مخرج فنيّ، رفض ليرنر، الذي لم يعجبه السيناريو، المشاركة في الفيلم.
أخرج الفيلم جو ألفيس، الذي كان مصمم إنتاج للفيلمين الأولين وكان مُخرج الوحدة الثانية [الإنجليزية] لفيلم جاوس 2. وقد اقترح أن يشارك ألفيس في إخراج الجزء الأول مع فيرنا فيلدز عندما كان المخرج الأول جون د. هانكوك غادر المشروع. تمَّ تصويره في SeaWorld Orlando، حديقة مائية غير ساحلية؛ ونافار، فلوريدا، مجتمع في فلوريدا بانهاندل بالقرب من بينساكولا.
كما هو الحال مع أول فيلمين في السلسلة، شارك العديد من الأشخاص في كتابة الفيلم. يقول ريتشارد ماثيسون، الذي كتب سيناريو الفيلم التلفزيوني لستيفن سبيلبرج عام 1971 مبارزة، إنه كتب مخططًا «مثيرًا للاهتمام للغاية»، على الرغم من أن القصة تُنسب إلى «كاتب آخر». أجبرت شركة يونيفرسال ماثيسون على ضم نجلي برودي، الأمر الذي «اعتقد الكاتب أنه غبي». كما أرادوا أن يكون نفس القرش الذي صُعق بالكهرباء في جاوس 2.  كما طُلب من ماثيسون أن يكتب دورًا خاصًا لميكي روني، قائلاً: «عندما تبين أن ميكي روني غير متاح، كان الجزء بأكمله بلا معنى». كان الكاتب غير سعيد بالفيلم النهائي. 
أنا حكواتي جيّد وقد كتبت مخططًا جيدًا وسيناريو جيّد. وإذا كانوا قد فعلوا ذلك بشكل صحيح وإذا أخرجه شخص يعرف كيفية الإخراج، أعتقد أنّه كان سيكون فيلمًا ممتازًا. كان جاوس ثري دي هو الشيء الوحيد الذي أخرجه جو ألفيس؛ الرجل مصمم إنتاج ماهر جدًا، لكن كمخرج، لا. وما يسمى بـ 3D جعل الفيلم يبدو غامضًا - لم يكن له أي تأثير على الإطلاق. لقد كان مضيعة للوقت.
يرجع الفضل إلى Guerdon Trueblood في القصة؛ يقول أحد المراجعين لموقع SciFilm أن السيناريو استند إلى قصة Trueblood حول سمكة قرش بيضاء تسبح في أعلى المنبع وتُحاصر في بحيرة. كارل جوتليب، الذي راجع أيضًا سيناريوهات أول فيلمين من أفلام جاوس، كان له الفضل في السيناريو جنبًا إلى جنب مع ماثيسون. ذكر ماثيسون في مقابلات أن السيناريو تمَّت مراجعته من قبل أطباء السيناريو.

### التمثيل
لم يعد أي من الممثلين الأصليين من أول فيلمين من أفلام جاوس للفيلم الثالث. روي شايدر، الذي لعب دور قائد الشرطة مارتن برودي في أول فيلمين، ضحك على فكرة جاوس 3، قائلاً إن «Mephistopheles ... لم يستطع إقناعي بالقيام بذلك [...] كانوا يعرفون أفضل من أن يسألوا». وافق على عمل فيلم Blue Thunder للتأكد من عدم توفره لـ جاوس 3-D.
صرح دينيس كويد في مقابلة عام 2015 أنه، من بين جميع أفلامه، استخدم الكوكايين بأكبر قدر من القوة أثناء تصوير فيلم Jaws 3D، وأنه كان على مستوى عالٍ من المخدرات في «كل إطار» يظهر فيه.

### ثلأثي الأبعاد
كان هناك انتعاش في شعبية 3D في هذا الوقت، مع العديد من الأفلام التي تستخدم هذه التقنية. دمجت التكملة الثانية لـ جاوس التكنولوجيا في عنوانها، كما فعلت Amityville 3D. الجمعة 13th الجزء الثالث يمكن أيضا استخدام مزدوج للرقم ثلاثة. كما تمَّ الإعلان عن وسيلة التحايل في الشعار «البعد الثالث هو الرعب.»  نظرًا لأنه كان أول فيلم لجو ألفيس كمخرج، فقد اعتقد أن 3D سوف «تمنحه ميزة».
يمكن لجماهير السينما ارتداء نظارات مستقطبة يمكن التخلص منها لمشاهدة الفيلم، مما يخلق الوهم بأن عناصر من الفيلم كانت تخترق الشاشة لتتجه نحو المشاهدين. يستخدم التسلسل الافتتاحي هذه التقنية بشكل واضح، مع انتقال العناوين إلى مقدمة الشاشة، وترك أثرًا. هناك حالات أكثر دقة في الفيلم حيث من المفترض أن تترك الدعائم الشاشة. الأمثلة الأكثر وضوحًا هي في التسلسل الذروة لسمك القرش الذي يهاجم غرفة التحكم وتدميرها لاحقًا. الزجاج الذي تصطدم به سمكة القرش بالغرفة يستخدم تقنيَّة ثلاثي الأبعاد، كما هو الحال في اللقطة التي ينفجر فيها القرش، ويبدو أنَّ أجزاء منه تنفجر عبر الشاشة، وتنتهي بفكيه. كانت هناك العديد من الصعوبات في جعل تركيب الشاشة الزرقاء يعمل بشكل ثلاثي الأبعاد، وكان لابد من إعادة تصوير الكثير من المواد. 
كان لدى جاوس ثري دي مستشاران ثلاثي الأبعاد: بدأ الإنتاج مع كريس كوندون، رئيس StereoVision،  وأضيف ستان لوث لاحقًا إلى فريق ArriVision 3D. بدأ الإنتاج باستخدام تقنية StereoVision، ولكن تم إسقاطها بعد أسبوع لنظام ArriVision، «الذي اعتقد ألفيس أنه نظام متفوق لأنه يحتوي على مجموعة متنوعة من العدسات». وفقًا لألفيس، تؤدي الأنظمة الرديئة إلى الظلال والتشويش، مما يتسبب في إصابة الجمهور بالصداع. يقول إن «الصور اليمنى واليسرى [في جاوس ثري دي] متطابقة تمامًا، والتصوير نظيف للغاية؛ إنه مريح للعين، وعلى الرغم من أن لدينا تأثيرات عرضيَّة حيث تظهر الأشياء تجاه الجمهور من مستوى العرض، تخرج من الفيلم بدون صداع.»يقول المؤرخ آر إم هايز أن الفيلم تم تصويره باستخدام وحدتي Arrivision و StereoVision المنفردة. تمَّ استخدام كلتا الكاميرتين مع بعضهما البعض. هذه وسيلة لتصوير أفلام ثلاثيَّة الأبعاد بلون عادي بكاميرا واحدة وشريط واحد من الفيلم: تستخدم تقنية Arrivision 3D مهايئًا ثنائي العدسة خاصًا مثبتًا في كاميرا الفيلم، وتقسم إطار الفيلم مقاس 35 مم إلى نصفين على طول المنتصف، والتقاط صورة العين اليسرى في النصف العلوي من الإطار وصورة العين اليمنى في النصف السفلي، وهي تقنية تُعرف باسم "over / under". يسمح هذا بالتصوير كما هو الحال مع أي فيلم ثنائي الأبعاد قياسيّ، دون نفقة إضافية كبيرة تتمثل في الاضطرار إلى مضاعفة الكاميرات ومخزون الأفلام لكل لقطة. عندما يتم عرض الفيلم الناتج من خلال جهاز عرض عادي (وإن كان يتطلب عدسة خاصة تجمع بين الصور العلوية والسفلية)، يتم إنتاج صورة ثلاثيَّة الأبعاد مستقطبة حقيقيَّة. يسمح هذا النظام بعرض الأفلام ثلاثيَّة الأبعاد في أي سينما تقريبًا نظرًا لأنه لا يتطلب تشغيل جهازي عرض في وقت واحد من خلال العرض التقديميّ - وهو شيء معظم دور السينما غير مُجهزة للتعامل معه. المطلوب من المسرح كلاً من عدسة الإسقاط الخاصة وشاشة «فضية» عاكسة لتمكين الصور المستقطبة من الانعكاس إلى العارض مع الفلتر المناسب على كل عين يحجب الصورة الخاطئة، وبالتالي يترك المشاهد يرى الصورة الخاطئة. فيلم من زاويتين حيث ترى العيون العالم بشكل طبيعي. وفقًا للشركة التي قامت ببناء أغطية الكاميرا تحت الماء لـ جاوس ثري دي، تمَّ تصوير التسلسلات تحت الماء باستخدام كاميرا اري 35-3 مع Arrivision ملم 18 فوق / تحت عدسة ثلاثيَّة الأبعاد. 
لا يعمل هذا النوع من التأثير ثلاثيّ الأبعاد على التلفزيون بدون أجهزة إلكترونيَّة خاصة في نهاية المشاهد، وبالتالي، مع استثناءين، تمَّ إنشاء الفيديو المنزلي والإصدارات التلفزيونيَّة للبث من جاوس ثري دي باستخدام صورة العين اليسرى فقط، ومع ذلك تمَّ تغيير العنوان إلى جاوس 3 أو Jaws III. نظرًا لأن صورة العين اليسرى لا تشغل سوى نصف إطار الفيلم مقاس 35 مم، فإن دقة الصورة أضعف بشكل ملحوظ مما هو متوقع عادةً من فيلم تمَّ تصويره على 35 مم. كان أحد الاستثناءات هو إصدار عام 1986 للفيلم لنظام أقراص الفيديو عالي الكثافة (VHD) الذي عفا عليه الزمن الآن. يتطلب ذلك مشغل VHD ثلاثي الأبعاد خاصًا، أو مشغل VHD قياسي مع محول جهاز ثلاثي الأبعاد، ومجموعة من نظارات LCD التي تغطي عيون المشاهد وفقًا لإشارات التحكم التي يرسلها المشغل، مما يسمح للتأثير المستقطب ثلاثي الأبعاد بالعمل. الاستثناء الآخر كان Sensio 3D DVD الخاص بـ جاوس ثري دي الذي تمَّ إصداره في فبراير 2008. المعالج Sensio 3D مطلوب للعرض المنزلي ثلاثي الأبعاد.
في 14 يونيو 2016، أصدرت شركة يونيفرسال إصدار بلو راي من الفيلم. على الرغم من الإعلان عنه كإصدار ثنائي الأبعاد، إلا أنه تمَّ تضمين نسخة بلو راي ثلاثية الأبعاد كاملة كميزة خاصة.

## الموسيقىّ

### الموسيقىّ التصويريَّة
تمَّ تأليف الموسيقى وإدارتها بواسطة آلان باركر، الذي سبق أن قدم الموسيقى لبرامج تلفزيونية بريطانية بما في ذلك فان دير فالك ومايندر. كانت هذه أول أداء مميزة لباركر، لكنه سيعمل لاحقًا على ما الذي يضايق غيلبرت غريب وأمريكان غوثيك [الإنجليزية]. ومع ذلك، تمَّ دمج فكرة القرش الأصليَّة لجون ويليامز في الموسيقيّ. تمَّ إصدار ألبوم الموسيقى التصويريَّة بواسطة MCA Records الذي استوعبه Geffen Records. تمَّ إصدار الموسيقى التصويريَّة لاحقًا على قرص مضغوط بواسطة Intrada وكانت تقتصر على 3000 نسخة فقط.

## الإطلاق

### التسويق
تمَّ الترويج للفيلم بشكل كبير قبل إطلاقه على نطاق واسع في جميع أنحاء الولايات المتَّحدة كما هو الحال مع Jaws 2، أنتجت شركة Topps سلسلة من بطاقات التداول. تمَّ تشجيع محطات التليفزيون على بث سمات الفيلم تحت عنوان جاوس ثري دي: Sharks Don't Die في فترة الذروة بين 16 و 22 يوليو 1983 للاستفادة من إعلان في عدد ذلك الأسبوع من دليل التلفزيون. وجد آلان لاندسبيرج المُنتج نفسه في مشكلة لاستخدام 90 ثانية من لقطات من فيلم وثائقي ناشيونال جيوغرافيك 1983 القرش السِمات دون إذن.

### شباك التذاكر
حقق الفيلم 13،422،500 دُولارًا أمريكيًا في عطلة نهاية الأسبوع الافتتاحية،  والتي كانت ثاني أعلى عام 1983 من حيث الأرباح الافتتاحية في نهاية الأسبوع،  لعب في 1311 مسرحًا في أوسع إصدار له ويمثل 29.5 ٪ من إجماليه النهائي. وقد حققت إجمالي عمر عالمي إجمالي قدره 87،987،055 دُولارًا أمريكيًا. على الرغم من احتلاله المركز الأول في شباك التذاكر، إلا أن هذا يوضح تناقص عوائد المسلسل، نظرًا لأن جاوس ثري دي قد ربح ما يقرب من 100 مليون دولار أقل من إجمالي عمر الفيلم السابق  و 300 مليون دولار أقل من الفيلم الأصلي. ستجذب التكملة النهائية دخلاً أقل، مع حوالي ثلثي إجمالي عمر جاوس ثري دي الإجمالي. بعد نهاية الأسبوع الافتتاحي للفيلم، انخفضت أرباح شباك التذاكر بشكل حاد بأكثر من 40٪ خلال الأسابيع اللاحقة، على الرغم من أنه كان لا يزال يجتذب جماهير ضخمة عندما تمَّ سحبه من المسارح. مؤرخ الفيلم آر.إم.هايز قال إن هذا العمل «كان محض هراء بالنظر إلى أن بعض دور السينما كانت تقدم في الواقع أموالًا لكل شاشة أكثر من أحدث فيلم حرب النجوم الجزء السادس: عودة الجيداي».

### الاستقبال النقدي
تلقى الفيلم آراء سلبية في الغالب.مجلة فارايتي اطلقت عليه "فاتر" وتشير إلى أنَّ ألفيس "فشل في البقاء لفترة كافية في مواجهة القرش الأبيض العظيم."  لديه تصنيف 12٪ "فاسد" في روتن توميتوز بناءً على 33 تقييمًا، تمَّ انتقاد الثري دي على أنه وسيلة للتحايل لجذب الجماهير إلى شيخوخة السلسلة  ولأنها غير فعالة. انتقد روجر إيبرت بشدة الفيلم في برنامج At the Movies خاصة المشهد الذي يتبع فيه القرش بعض فناني التزلج على الماء الذي وجده غير واقعيّ بينما انتقد زميله جين سيسكل العثور على المشهد ثلاثي الأبعاد حيث يكسر القرش زجاج حوض السمك وهو أسوأ تأثير للفيلم. كلاهما وصفها بأنها واحدة من أسوأ تتابعات العام. ومع ذلك، يقول ألروفي إن "تسلسلات التشويق أصبحت إلى حد ما لا تُنسى أثناء الإصدار الأصلي للفيلم مع التصوير ثلاثي الأبعاد، وهي سمة مفقودة في الفيديو، وبالتالي إزالة العنصر الأكثر تميزًا في تكملة غير عادية." يقول ديريك وينرت أنه "مع وجود اسم ريتشارد ماثيسون على السيناريو، فإنك تتوقع غزلًا أفضل" على الرغم من استمراره في القول إن الفيلم "يمكن مشاهدته تمامًا مع علبة كبيرة من الفشار."  يشعر الآخرون بخيبة أمل لأن ماثيسون وقد أنتج جوتليب هذا السيناريو نظرًا لنجاحهما السابق. كانت نيويورك تايمز لطيفة مع كتابة الفيلم، "ربما ليس أسوأ من Jaws II. إنه غير ضار ولكنه غير مفاجئ ... تقدم جاوس ثري دي بعض اللقطات الجديدة داخل فم القرش، وهي أقل دموية من سابقاتها.
على الرغم من أن معظم النقاد متفقون على أن Jaws 2 هي أفضل تتابعات Jaws، إلا أن البعض غير متأكد مما إذا كان جاوس ثري دي أفضل من الفك المفترس: الانتقام. يقول أحد المراجعين عن جاوس ثري دي: 
تساهم عروض Campy والمؤثرات الخاصة المبتذلة والحوار الفظيع تمامًا في جعل جاوس 3 تجربة كئيبة حقًا للجميع تقريبًا. ليس من الصعب فقط تصديق أن تكملة هذا البغيض لم تقتل الامتياز، ولكن في الواقع سيتبعه فيلم يمكن القول إنه أسوأ - الفك المفترس: الانتقام. 
من بين بعض العيوب، يصف بعض النقاد الفيلم بأنه «ترفيهي بشكل هامشي». ومع ذلك، فقد تمَّ الثناء على تصميم الصوت. أشاد أحد المراجعين بشكل خاص باللحظة التي تُسمع فيها صرخة رضيع عندما تموت سمكة القرش الصغيرة في البركة. تقول مجلة جيت إن جوسيت كان «طاقم التمثيل وحده الذي نجا من التعليقات السلبية بشكل عام».
في كتابها المدرسي لكتابة السيناريو، تقترح ليندا أرونسون أن بطل الرواية، الذي يلعبه كويد، يمثل مشكلة كبيرة في الفيلم. وتقول إنه بعد أن استغرق وقتًا طويلاً حتى يتم تقديمه، أصبحت الشخصية «متفرجًا سلبيًا بشكل أساسي». لا يوجد مطاردة حتى الذروة عندما يقوم القرش بإرهاب الناس في الحوض؛ عندها فقط يصبح مايك برودي مركز الحدث. كما أنها تسلط الضوء على عدم الدقة في المؤامرة. على سبيل المثال، دحضت فكرة «قيام سمكة قرش أم بحماية نسلها [لأن] أسماك القرش لا تهتم بصغارها»، وتُشير إلى أنَّ الدلافين يمكنها مهاجمة أسماك القرش.
أطلق ليونارد مالتين على الفيلم اسم «جين ألين من نوع فيلم كارثي» ويُلاحظ أنَّ فرضيته مشابهة لتكملة فيلم «مخلوق من بلاك لاغون» عام 1955. تمَّ ترشيح جاوس ثري دي لخمس جوائز التوت الذهبية لعام 1983، بما في ذلك أسوأ تصوير، والمخرج، والممثل المساعد (لويس جوسيت جونيور.)، والسيناريو، والوافد الجديد (سيندي وساندي، «الدلافين الصيَّاحة»)، لكنه لم يتلق أي شيء.

### الجوائز
الجوائز والترشيحات
| الجائزة                  | الفئة           | المُرشَح                 | النتيجة | المرجع . |
| ------------------------ | --------------- | ---------------------- | ------- | -------- |
| رابع جوائز التوت الذهبية | أسوأ تصوير      | يونيفرسال بيكتشرز      | رُشِح     | [ 52 ]   |
| رابع جوائز التوت الذهبية | أسوأ ممثل مساعد | لويس جوسيت جونيور.     | رُشِح     | [ 52 ]   |
| رابع جوائز التوت الذهبية | أسوأ مُخرج       | جو ألفيس               | رُشِح     | [ 52 ]   |
| رابع جوائز التوت الذهبية | أسوأ سيناريو    | ريتشارد ماثيسون        | رُشِح     | [ 52 ]   |
| رابع جوائز التوت الذهبية | أسوأ نجم جديد   | سيندي وساندي، الدلافين | رُشِح     | [ 52 ]   |

## وسائل الإعلام الرئيسية
تمَّ إصدار الفيلم بتنسيق قياسي ثنائي الأبعاد على قرص DVD بواسطة Universal في 3 يونيو 2003 تحت عنوان جاوس 3. باستثناء مقطورة مسرحية واحدة، لم يتم تضمين ميزات إضافية. أصدرت Universal Pictures سلسلة Jaws من الأفلام في HD على Blu-ray في عام 2016، بما في ذلك Jaws 3-D على Blu-ray 3D.